# Ryo Sugai
Ryo Sugai (須貝 龍 Sugai Ryō?), född 11 december 1991, är en japansk freestyleåkare.

## Karriär
Vid olympiska vinterspelen 2022 i Peking tävlade Sugai i skicross, där han blev utslagen i åttondelsfinalen och slutade på 17:e plats. Vid VM 2025 i Engadin tog Sugai brons i skicross.